# Войвож (приток Седъю)
Войвож (устар. Вой-Вож) река в России, протекает по городскому округу Ухта Республики Коми. Устье реки находится в 22 км от устья реки Вежавож по левому берегу. Длина реки составляет 13 км. Ранее считалась левобережным притоком Седъю.

## Данные водного реестра
По данным государственного водного реестра России относится к Двинско-Печорскому бассейновому округу, водохозяйственный участок реки — Печора от впадения реки Уса до водомерного поста Усть-Цильма, речной подбассейн реки — бассейны притоков Печоры ниже впадения Усы. Речной бассейн реки — Печора.
Код объекта в государственном водном реестре — 03050300112103000076004.